# Zeppelin-Staaken R.XVI
Zeppelin-Staaken R.XVI là một cải tiến của loại máy bay ném bom chiến lược Zeppelin-Staaken R.VI. Đây là một trong chuỗi các máy bay ném bom cỡ lớn được gọi là Riesenflugzeugen.

## Quốc gia sử dụng
- German Empire

## Tính năng kỹ chiến thuật (Zeppelin-Staaken R.XVI)
Đặc tính tổng quan
- Kíp lái: 7
- Chiều dài: 22,1 m (72 ft 6 in)
- Sải cánh: 42,2 m (138 ft 5 in)
- Chiều cao: 6,3 m (20 ft 8 in)
- Diện tích cánh: 332 m2 (3.570 foot vuông)
- Trọng lượng rỗng: 7.921 kg (17.463 lb)
- Trọng lượng có tải: 11.848 kg (26.120 lb)
- Động cơ: 2 × Benz Bz.VI , 400 kW (530 hp)  mỗi chiếc
- Động cơ: 2 × Benz Bz.IV , 160 kW (220 hp)  mỗi chiếc

Hiệu suất bay
- Vận tốc hành trình: 135 km/h (84 mph; 73 kn)
- Tầm bay: 800 km (497 mi; 432 nmi)

Vũ khí trang bị